# Club Atletic Cluj (fotbal)
Club Atletic Cluj sau Ferar Cluj cum a fost cunoscut ultima dată, a fost un club polisportiv din orașul Cluj, fondat în anul 1885 sub numele de Kolozsvári Atlétikai Club (în română „Clubul Atletic Clujean”) - pe scurt KAC. Secția de fotbal a apărut în 1904 fiind primul club de fotbal din orașul Cluj. A evoluat atât în campionatele din Ungaria cât și din România. În 1948 a fuzionat cu clubul CFR Cluj. 

## Istoric

### Începutul

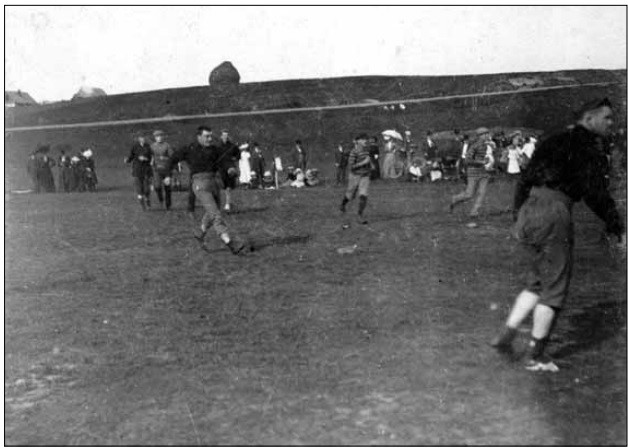
Primul meci de fotbal din România a avut loc în Cluj, în 1896.

Fotbalul s-a practicat la Cluj încă din ultimul deceniu al secolului 19, în Clubul Atletic Cluj (pe atunci, Kolozsvári Atlétikai Club) încă nu exista o secție de fotbal. Lunca Bivolilor era o pășune urbană în partea de est a Clujului, la est de strada Pata; aici sportul cu balonul rotund, era practicat de studenții instituțiilor de învățământ, sub conducerea lui Lajos Vermes, tot aici s-a construit primul teren de fotbal din Cluj, unde au avut loc meciuri de fotbal până în 1903, când șeful poliției locale a interzis fotbalul în Lunca Bivolilor, pe motiv că fotbaliștii calcă în picioare iarba pășunilor turmei de bivoli.
Sursa imaginii: Muzeul Sportului Maghiar
Momentul de cotitură a fost anul 1904, când au absolvit mai mulți dintre membrii echipelor liceelor locale, lăsându-i fără echipă. Acesta a fost momentul în care viața fotbalistică s-a reorganizat și și-a pierdut caracterul educațional. În toamna anului 1904, jucătorii de la Colegiul Unitarian și cei de la Liceul Romano-Catolic au format secția de fotbal al KAC. Printre studenții care au absolvit Colegiul Unitarian în 1904 s-au numărat Rudolf Koncz, Béla Telkes, Lajos și Emil Lőwi, Aladár Stotter, Béla Pusztai, Imre Csoma, Miklós Jenőffy, Mihály Muth, Lipót Gruncza și printre cei care au ajuns de la Liceul Romano-Catolic, s-au înscris Sándor Petrán, József Márkos , István Nászta și Teofil Vescan. (pe baza biografiei lui Rudolf Koncz).
În primăvara anului 1905, conducerea KAC a achiziționat un teren pentru construirea unui teren de fotbal pe locul defunctei fabrici de cărămidă de pe șoseaua Rákóczi (azi General E. Grigorescu), care se afla pe partea stângă a drumului. Pe această parcelă s-a nivelat suprafața, s-au înființat porți permanente din bârne, iar ulterior s-a realizat și o plasă, care a fost folosită pentru meciurile de duminică. Liniile de teren au fost văruite înaintea meciurilor. Câțiva ani mai târziu, latura terenului dinspre stradă a fost împrejmuită cu gard din lemn, s-au stabilit intrări pe ambele părți, astfel încât să se încaseze și o taxă de intrare pentru meciuri. Pentru meciuri, jucătorii KAC au împrumutat bănci de la vecini pentru spectatori, care au fost restituite după meci. Autobiografia (manuscrisul) lui Rudolf Koncz este păstrată în patrimoniul sportiv al Societății Apáczai.
Terenul a fost inaugurat pe 11 mai 1905, iar KAC a găzduit celebrul club Budapesti Postás. Poștașii a câștigat meciul cu 19-1.

### Trecerea la profesionism

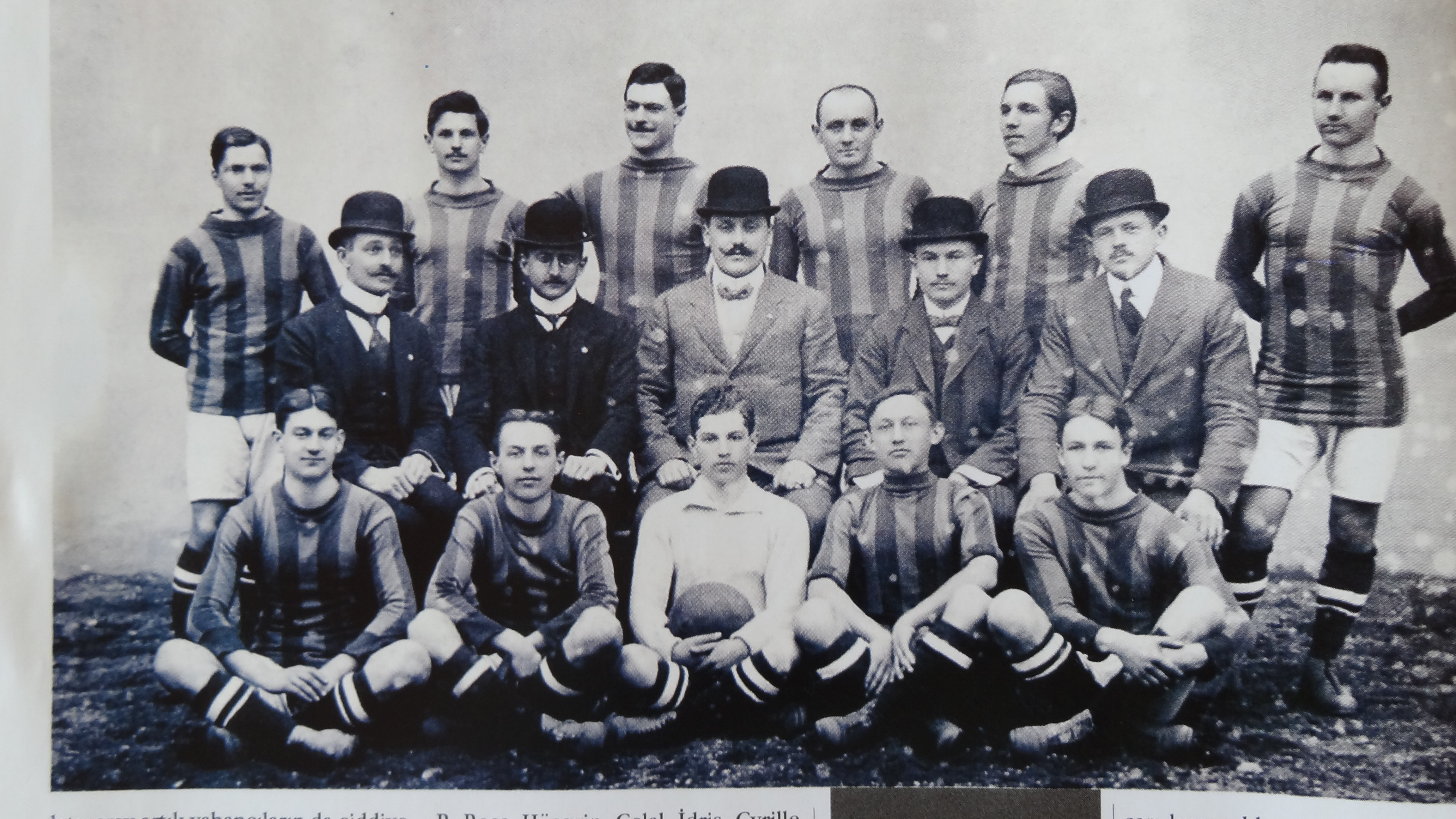
Selecționata Clujului înaintea meciului cu Galatasaray, la inaugurarea Stadionului Orășenesc în 1911. În echipament jucătorii CA Cluj, iar în costume jucătorii CFR-ului.

În sezonul 1907-1908 Liga a doua maghiară a înființat Seria de Est din care au făcut parte cluburile fondatoare Club Atletic Cluj, Academia Comercială Cluj și CFR Cluj. Seria de Est a ligii a doua a acoperit toată zona Transilvaniei, dar practic în primii ani a fost un campionat din care făceau parte doar echipe din Cluj. Sezonul 1907-1908, a fost întârziat si a început de-abia în primăvara anului 1908, cu participarea celor trei echipe Cluj-Napoca (Cercul Sportiv al Academiei Comerciale Cluj - KKASK, Clubul Feroviar Cluj(Vasas) - azi CFR Cluj și KAC). KKASK a devenit câștigător, datorită raportului de goluri mai bun. 
În campionatul din 1908-09, KAC și KKASK l-au învins ambii pe Vasas. În meciul decisiv unul împotriva celuilalt, KAC a condus mult timp, dar în final KKASK a egalat după o eroare uriașă a portarului. Rudolf Koncz, căpitanul echipei KAC, și-a amintit de remiza împotriva KKASK zeci de ani mai târziu: „După meci, am auzit lucruri suspecte despre acest gol ciudat, pe care Géza Dávid l-a primit cu ușurință. Ulterior, l-am înlocuit cu un alt portar. Ani mai târziu, el însuși, despre care am aflat că este un mare jucător de cărți, a mărturisit că a lăsat mingea să intre intenționat pentru că Kuntner (căpitanul KKASK) l-a mituit.” Bazat pe autobiografia lui Rudolf Koncz. În sezonul 1909–10 nu este implicat în nicio competiție, datorită lipsei de fonduri.
Din sezonul 1910-1911, seria est e redenumită campionatul Transilvaniei. 
Încurajată de medalia olimpică de argint a lui István Somodi, administrația orașului a decis să construiască un centru sportiv în care să poată fi organizate competiții la nivel înalt pentru fotbaliști și sportivi. Lucrările au fost efectuate în 1911 sub conducerea inginerului șef al orașului Gyula Kovács. Stadionul a fost inaugurat pe 17 septembrie 1911. La ceremonia de deschidere s-au prezentat o serie de personalități celebre: pe lângă primarii și liderii de club ai Clujului, au fost reprezentate 21 de asociații sportive, au mai luat cuvântul reprezentanți ai Ministerului Apărării Naționale și ai ministrului Educației Publice. În numele orașului, viceprimarul Béla Fekete-Nagy a predat complexul sportiv președintelui KAC, baronul Jósika Samu, după care au început concursurile de deschidere a pistei. După competițiile de atletism, un meci de fotbal a încheiat competițiile, echipa Clubului Atletic Budapesta-Csepeli a învins selecționata Clujului cu 4-1, ("Opoziția", 1911, 18 septembrie).
Până la izbucnirea primului război mondial KAC a ocupat două locuri 3, trei locuri 2 și în ultimul sezon, 1913-1914, care avea să fie întrerupt, ocupa prima poziție cu 35 de puncte după 20 de etape. 
După război, conditiile haotice au permis doar reluarea turului din sezonul 1918-1919. KAC a iernat pe primul loc urmat de CFR Cluj, CA Universitar Cluj și AS Muncitorul Cluj. Se cunoaște un singur rezultat al sezonului:
05.10.1918 Cluj AC – Cluj TC 2:1. Din primăvară sezonul continuă sub administrație românească, CFR Cluj câștigând ambele campionate regionale 1918-1919 cât și 1919-1920.

### Campionatul românesc
Fiind un club polisportiv unii au ales calea atletismului unde au avut rezultate foarte bune devenind campioni naționali de două ori în perioada interbelică. Secția de fotbal nu a avut rezultate notabile în această perioadă evoluând în campionatul districtual. Intră în circuitul divizionar în 1934 odată cu înființarea Diviziei B, activând în seria a treia. Sezonul 1934-35 termină pe locul 7, apoi în următorul pe 5. În 1936 are loc reorganizarea diviziilor din România și echipa va începe sezonul 1936-37 în Divizia C. Primul an va termina pe locul 3 în seria a doua din Liga de Nord, la un punct în urma concitadinei CFR, iar în sezonul următor tot pe 3, de această dată ea fiind în fața CFR-ului. În timpul războiului echipa ajunge în campionatul regional. 

### Perioada de glorie în campionatul maghiar
După dictatul de la Viena clubul evoluează în ligile maghiare. În sezonul 1940–1941 participă în liga a 2a maghiară unde ocupă locul 3. Locurile 2 (AS Baia Mare) și 3 (CA Cluj) din seria Cluj, au dat baraj cu liderele seriilor secuiești AS Târgu Mureș(Seria Nord) și Textila Sfântu Gheorghe(Seria Sud). Echipele din seria Cluj au câștigat și au dat un ultim baraj, CA Cluj a câștigat și a promovat în prima ligă maghiară alături de promovata direct CA Oradea. În sezonul 1941-42 ocupă locul 13, în 1942-43 locul 10, iar în sezonul 1943-44 Club Atletic Cluj a ocupat locul 3 – cea mai bună clasare – cu următoarea formație de bază: Marki, Vass, Pal, Balint, Reinhardt, Szanislo II, Fabian, St. Kovacs, Bonyhadi, Fülop, Incze II. Tot în anul 1944 a mai reusit să ajungă finalistă în cupa Ungariei, unde a întâlnit echipa Ferencvaros. In 25 iunie 1944,  rezultatul a fost 2-2, dar la rejucare în 2 iulie, a fost 3-1 pentru echipa budapestană.

### Perioada de glorie în campionatul românesc
În 1945 noua denumire a echipei este Ferar KMSE, aceasta având în lot o serie de jucători valoroși ca: Marki, Sabaslau, Vass, Demeter, Szanislo II, Fülop, Pețchovschi, Meszaros, Covaci V, Kovacs IV, Pal, Reinhardt, Fabian I, Bonyhadi, Blejan, Farmati, acesta din urmă fiind selecționat la naționala României în 1947 pentru participarea la Campionatul Balcanic și al Europei Centrale. Ferar a însemnat pentru Farmati începutul unei glorioase activități fotbalistice, în 1947 părăsind echipa pentru a continua timp de 15 ani la UTA. 
În prima ediție postbelică (1946-1947) a campionatului divizionar A, apare sub numele de Ferar, la lot adăugându-se: Boldiszar, Farmati, Börzsei, Fuezer, Vaczi, Fernbach. Sezonul a fost încheiat pe locul 6 cu 30 de puncte, la 3 puncte de locul 2. 
În sezonul 1947-48, mai exact in februarie 1948, clubul a trecut printr-o criză financiară, și s-a unit cu echipa CFR Cluj (unde vor merge cei mai buni jucători), care îi ia locul în prima ligă, iar CA Cluj cu restul jucătorilor a evoluat în liga a doua.  Printre protagoniștii acelui an trebuie amintit Gheorghe Váczi, singurul jucător care a jucat și la echipa națională în acel sezon, și Iuliu Bodola, vechea glorie a clubului orădean, aflat acum la capătul carierei. 
După o clasare pe penultimul loc in sezonul 1947–1948 al Diviziei B echipa s-a desființat.

## Cronologia numelui
| Nume                                                                 | Perioada  |
| -------------------------------------------------------------------- | --------- |
| Kolozsvári Atlétikai Club (în română „Clubul Atletic Clujean”) - KAC | 1904–1919 |
| Clubul Atletic Clujean - KAC                                         | 1919–1940 |
| Kolozsvári Atlétikai Club (în română „Clubul Atletic Clujean”) - KAC | 1940–1945 |
| Ferar-Vasas KSME Cluj                                                | 1945–1948 |

## Palmares
| România | Ungaria |
| Liga I - Locul 6 (1): 1946–47 Liga II - Locul 5 (1): 1935-36 Liga III Locul 3 (2): 1936-37, 1937-38 Campionatul Regional de Fotbal al României Vicecampioni (1): 1928-1929 | Campionatul Național I al Ungariei: Locul 3 (1): 1943-44 Campionatul Național II al Ungariei Campioni (2): 1913-1914, 1942-1943 Vicecampioni (3): 1907-1908, 1908-1909, 1911-1912 Turneul sportiv local Campioni (1): 1905 Vicecampioni (1): 1906 Cupa Ungariei Finaliști (1): 1943-44 |

### Sezoane
| Sezonul.                                                                        | Ligă                                                    | Ligă                                                    | Ligă                                                    | Ligă                                                    | Ligă                                                    | Ligă                                                    | Ligă                                                    | Ligă                                                    | Ligă                                                    | Cupă                                                    | Cupă Europeană                                          | Cupă Europeană                                          | Alte                                                    | Alte                                                    | Golgheter(i)                                            | Golgheter(i)                                            | Note                                                    | Nume                                            |
| ------------------------------------------------------------------------------- | ------------------------------------------------------- | ------------------------------------------------------- | ------------------------------------------------------- | ------------------------------------------------------- | ------------------------------------------------------- | ------------------------------------------------------- | ------------------------------------------------------- | ------------------------------------------------------- | ------------------------------------------------------- | ------------------------------------------------------- | ------------------------------------------------------- | ------------------------------------------------------- | ------------------------------------------------------- | ------------------------------------------------------- | ------------------------------------------------------- | ------------------------------------------------------- | ------------------------------------------------------- | ----------------------------------------------- |
| Sezonul.                                                                        | Divizia                                                 | Poz                                                     | MJ                                                      | V                                                       | E                                                       | Î                                                       | GM                                                      | GP                                                      | Pte                                                     | Cupă                                                    | Cupă Europeană                                          | Cupă Europeană                                          | Alte                                                    | Alte                                                    | Nume                                                    | Goluri                                                  | Note                                                    | Nume                                            |
| Campionatul Ungariei de fotbal                                                  | Campionatul Ungariei de fotbal                          | Campionatul Ungariei de fotbal                          | Campionatul Ungariei de fotbal                          | Campionatul Ungariei de fotbal                          | Campionatul Ungariei de fotbal                          | Campionatul Ungariei de fotbal                          | Campionatul Ungariei de fotbal                          | Campionatul Ungariei de fotbal                          | Campionatul Ungariei de fotbal                          | Campionatul Ungariei de fotbal                          | Campionatul Ungariei de fotbal                          | Campionatul Ungariei de fotbal                          | Campionatul Ungariei de fotbal                          | Campionatul Ungariei de fotbal                          | Campionatul Ungariei de fotbal                          | Campionatul Ungariei de fotbal                          | Campionatul Ungariei de fotbal                          | Kolozsvári Atlétikai Club / Clubul Atletic Cluj |
| 1907–08                                                                         | Liga a 2a - Seria Est                                   | 2                                                       | 4                                                       | 3                                                       | 0                                                       | 1                                                       | 15                                                      | 5                                                       | 6                                                       | –                                                       |                                                         |                                                         |                                                         |                                                         |                                                         |                                                         |                                                         | Kolozsvári Atlétikai Club / Clubul Atletic Cluj |
| 1908–09                                                                         | Liga a 2a - Seria Est                                   | 2                                                       | 8                                                       | 5                                                       | 1                                                       | 2                                                       | 16                                                      | 12                                                      | 11                                                      | –                                                       |                                                         |                                                         |                                                         |                                                         |                                                         |                                                         |                                                         | Kolozsvári Atlétikai Club / Clubul Atletic Cluj |
| 1909–10 Nu este implicat în nicio competiție                                    |                                                         |                                                         |                                                         |                                                         |                                                         |                                                         |                                                         |                                                         |                                                         |                                                         |                                                         |                                                         |                                                         |                                                         |                                                         |                                                         |                                                         | Kolozsvári Atlétikai Club / Clubul Atletic Cluj |
| 1910–11                                                                         | Liga a 2a - Seria Transilvaniei                         | 3                                                       | 4                                                       | 0                                                       | 0                                                       | 4                                                       | 1                                                       | 7                                                       | 0                                                       | –                                                       |                                                         |                                                         |                                                         |                                                         |                                                         |                                                         |                                                         | Kolozsvári Atlétikai Club / Clubul Atletic Cluj |
| 1911–12                                                                         | Liga a 2a - Seria Transilvaniei                         | 2                                                       | 6                                                       | 4                                                       | 0                                                       | 2                                                       |                                                         |                                                         | 8                                                       | –                                                       |                                                         |                                                         |                                                         |                                                         |                                                         |                                                         |                                                         | Kolozsvári Atlétikai Club / Clubul Atletic Cluj |
| 1912–13                                                                         | Liga a 2a - Seria Transilvaniei                         | 3                                                       | 12                                                      | 7                                                       | 1                                                       | 4                                                       |                                                         |                                                         | 15                                                      | –                                                       |                                                         |                                                         |                                                         |                                                         |                                                         |                                                         |                                                         | Kolozsvári Atlétikai Club / Clubul Atletic Cluj |
| 1913–14                                                                         | Liga a 2a - Seria Transilvaniei                         | 1                                                       | 20                                                      |                                                         |                                                         |                                                         |                                                         |                                                         | 35                                                      | –                                                       |                                                         |                                                         |                                                         |                                                         |                                                         |                                                         | Campionat întrerupt.                                    | Kolozsvári Atlétikai Club / Clubul Atletic Cluj |
| 1914–18 Nu este implicat în nicio competiție din cauza Primului Război Mondial. |                                                         |                                                         |                                                         |                                                         |                                                         |                                                         |                                                         |                                                         |                                                         |                                                         |                                                         |                                                         |                                                         |                                                         |                                                         |                                                         |                                                         | Kolozsvári Atlétikai Club / Clubul Atletic Cluj |
| 1918–19                                                                         | Districtul Transilvaniei                                | 1                                                       | 3                                                       |                                                         |                                                         |                                                         |                                                         |                                                         |                                                         | –                                                       |                                                         |                                                         |                                                         |                                                         |                                                         |                                                         | Campionat întrerupt.                                    | Kolozsvári Atlétikai Club / Clubul Atletic Cluj |
| 1919–20                                                                         | Districtul Transilvaniei                                | În 1919, Transilvania este unită cu România.            | În 1919, Transilvania este unită cu România.            | În 1919, Transilvania este unită cu România.            | În 1919, Transilvania este unită cu România.            | În 1919, Transilvania este unită cu România.            | În 1919, Transilvania este unită cu România.            | În 1919, Transilvania este unită cu România.            | În 1919, Transilvania este unită cu România.            | În 1919, Transilvania este unită cu România.            | În 1919, Transilvania este unită cu România.            | În 1919, Transilvania este unită cu România.            | În 1919, Transilvania este unită cu România.            | În 1919, Transilvania este unită cu România.            | În 1919, Transilvania este unită cu România.            | În 1919, Transilvania este unită cu România.            | În 1919, Transilvania este unită cu România.            | Kolozsvári Atlétikai Club / Clubul Atletic Cluj |
| Campionatul României de Fotbal                                                  | Campionatul României de Fotbal                          | Campionatul României de Fotbal                          | Campionatul României de Fotbal                          | Campionatul României de Fotbal                          | Campionatul României de Fotbal                          | Campionatul României de Fotbal                          | Campionatul României de Fotbal                          | Campionatul României de Fotbal                          | Campionatul României de Fotbal                          | Campionatul României de Fotbal                          | Campionatul României de Fotbal                          | Campionatul României de Fotbal                          | Campionatul României de Fotbal                          | Campionatul României de Fotbal                          | Campionatul României de Fotbal                          | Campionatul României de Fotbal                          | Campionatul României de Fotbal                          | CA Cluj                                         |
| 1920–21                                                                         | Campionatul Regional de Fotbal al României - Seria Cluj | 4                                                       | 5                                                       | 2                                                       | 2                                                       | 1                                                       | 8                                                       | 5                                                       | 6                                                       | –                                                       |                                                         |                                                         |                                                         |                                                         |                                                         |                                                         |                                                         | CA Cluj                                         |
| 1921–22                                                                         | Campionatul Regional de Fotbal al României - Seria Cluj | 5                                                       | 14                                                      | 4                                                       | 4                                                       | 6                                                       | 13                                                      | 22                                                      | 12                                                      | –                                                       |                                                         |                                                         |                                                         |                                                         |                                                         |                                                         |                                                         | CA Cluj                                         |
| 1922–23                                                                         | Campionatul Regional de Fotbal al României - Seria Cluj | 3                                                       | 12                                                      | 3                                                       | 6                                                       | 3                                                       | 11                                                      | 9                                                       | 12                                                      | –                                                       |                                                         |                                                         |                                                         |                                                         |                                                         |                                                         |                                                         | CA Cluj                                         |
| 1923–24                                                                         | Campionatul Regional de Fotbal al României - Seria Cluj |                                                         |                                                         |                                                         |                                                         |                                                         |                                                         |                                                         |                                                         | –                                                       |                                                         |                                                         |                                                         |                                                         |                                                         |                                                         |                                                         | CA Cluj                                         |
| 1924–25                                                                         | Campionatul Regional de Fotbal al României - Seria Cluj |                                                         | 14                                                      |                                                         |                                                         |                                                         |                                                         |                                                         |                                                         | –                                                       |                                                         |                                                         |                                                         |                                                         |                                                         |                                                         |                                                         | CA Cluj                                         |
| 1925–26                                                                         | Campionatul Regional de Fotbal al României - Seria Cluj |                                                         | 18                                                      |                                                         |                                                         |                                                         |                                                         |                                                         |                                                         | –                                                       |                                                         |                                                         |                                                         |                                                         |                                                         |                                                         |                                                         | CA Cluj                                         |
| 1926–27                                                                         | Campionatul Regional de Fotbal al României - Seria Cluj |                                                         | 10                                                      |                                                         |                                                         |                                                         |                                                         |                                                         |                                                         | –                                                       |                                                         |                                                         |                                                         |                                                         |                                                         |                                                         |                                                         | CA Cluj                                         |
| 1927–28                                                                         | Campionatul Regional de Fotbal al României - Seria Cluj |                                                         |                                                         |                                                         |                                                         |                                                         |                                                         |                                                         |                                                         | –                                                       |                                                         |                                                         |                                                         |                                                         |                                                         |                                                         |                                                         | CA Cluj                                         |
| 1928–29                                                                         | Campionatul Regional de Fotbal al României - Seria Cluj |                                                         |                                                         |                                                         |                                                         |                                                         |                                                         |                                                         |                                                         | –                                                       |                                                         |                                                         |                                                         |                                                         |                                                         |                                                         |                                                         | CA Cluj                                         |
| 1929–30                                                                         | Campionatul Regional de Fotbal al României - Seria Cluj |                                                         |                                                         |                                                         |                                                         |                                                         |                                                         |                                                         |                                                         | –                                                       |                                                         |                                                         |                                                         |                                                         |                                                         |                                                         |                                                         | CA Cluj                                         |
| 1930–31                                                                         | Campionatul Regional de Fotbal al României - Seria Cluj |                                                         |                                                         |                                                         |                                                         |                                                         |                                                         |                                                         |                                                         | –                                                       |                                                         |                                                         |                                                         |                                                         |                                                         |                                                         |                                                         | CA Cluj                                         |
| 1931–32                                                                         | Campionatul Regional de Fotbal al României - Seria Cluj |                                                         |                                                         |                                                         |                                                         |                                                         |                                                         |                                                         |                                                         | –                                                       |                                                         |                                                         |                                                         |                                                         |                                                         |                                                         |                                                         | CA Cluj                                         |
| 1932–33                                                                         | Campionatul Regional de Fotbal al României - Seria Cluj |                                                         |                                                         |                                                         |                                                         |                                                         |                                                         |                                                         |                                                         | –                                                       |                                                         |                                                         |                                                         |                                                         |                                                         |                                                         | Fondarea sistemului ligilor fotbalului Romanesc         | CA Cluj                                         |
| 1933–34                                                                         | Campionatul Regional de Fotbal al României - Seria Cluj |                                                         |                                                         |                                                         |                                                         |                                                         |                                                         |                                                         |                                                         | p                                                       |                                                         |                                                         |                                                         |                                                         |                                                         |                                                         |                                                         | CA Cluj                                         |
| 1934–35                                                                         | Div B                                                   | 7                                                       | 14                                                      | 4                                                       | 1                                                       | 9                                                       | 18                                                      | 30                                                      | 9                                                       | p                                                       |                                                         |                                                         |                                                         |                                                         |                                                         |                                                         |                                                         | CA Cluj                                         |
| 1935–36                                                                         | Div B                                                   | 5                                                       | 14                                                      | 5                                                       | 2                                                       | 7                                                       | 21                                                      | 28                                                      | 12                                                      | p                                                       |                                                         |                                                         |                                                         |                                                         |                                                         |                                                         |                                                         | CA Cluj                                         |
| 1936–37                                                                         | Div C                                                   | 3                                                       | 10                                                      | 2                                                       | 7                                                       | 1                                                       | 15                                                      | 12                                                      | 11                                                      | p                                                       |                                                         |                                                         |                                                         |                                                         |                                                         |                                                         |                                                         | CA Cluj                                         |
| 1937–38                                                                         | Div C                                                   | 3                                                       | 16                                                      | 9                                                       | 4                                                       | 3                                                       | 39                                                      | 19                                                      | 22                                                      | p                                                       |                                                         |                                                         |                                                         |                                                         |                                                         |                                                         |                                                         | CA Cluj                                         |
| 1938–39                                                                         | Campionatul județean                                    | –                                                       | –                                                       | –                                                       | –                                                       | –                                                       | –                                                       | –                                                       | –                                                       | p                                                       |                                                         |                                                         |                                                         |                                                         |                                                         |                                                         |                                                         | CA Cluj                                         |
| 1939–40                                                                         | Campionatul județean                                    | –                                                       | –                                                       | –                                                       | –                                                       | –                                                       | –                                                       | –                                                       | –                                                       | p                                                       |                                                         |                                                         |                                                         |                                                         |                                                         |                                                         |                                                         | CA Cluj                                         |
| 1940–41                                                                         | Campionatul județean                                    | Retras din cauza celui de-al doilea dictat de la Viena. | Retras din cauza celui de-al doilea dictat de la Viena. | Retras din cauza celui de-al doilea dictat de la Viena. | Retras din cauza celui de-al doilea dictat de la Viena. | Retras din cauza celui de-al doilea dictat de la Viena. | Retras din cauza celui de-al doilea dictat de la Viena. | Retras din cauza celui de-al doilea dictat de la Viena. | Retras din cauza celui de-al doilea dictat de la Viena. | Retras din cauza celui de-al doilea dictat de la Viena. | Retras din cauza celui de-al doilea dictat de la Viena. | Retras din cauza celui de-al doilea dictat de la Viena. | Retras din cauza celui de-al doilea dictat de la Viena. | Retras din cauza celui de-al doilea dictat de la Viena. | Retras din cauza celui de-al doilea dictat de la Viena. | Retras din cauza celui de-al doilea dictat de la Viena. | Retras din cauza celui de-al doilea dictat de la Viena. | CA Cluj                                         |
| Campionatul Ungariei de fotbal                                                  | Campionatul Ungariei de fotbal                          | Campionatul Ungariei de fotbal                          | Campionatul Ungariei de fotbal                          | Campionatul Ungariei de fotbal                          | Campionatul Ungariei de fotbal                          | Campionatul Ungariei de fotbal                          | Campionatul Ungariei de fotbal                          | Campionatul Ungariei de fotbal                          | Campionatul Ungariei de fotbal                          | Campionatul Ungariei de fotbal                          | Campionatul Ungariei de fotbal                          | Campionatul Ungariei de fotbal                          | Campionatul Ungariei de fotbal                          | Campionatul Ungariei de fotbal                          | Campionatul Ungariei de fotbal                          | Campionatul Ungariei de fotbal                          | Campionatul Ungariei de fotbal                          | Kolozsvári Atlétikai Club                       |
| 1940–41                                                                         | Nem II                                                  | 3                                                       | 10                                                      | 4                                                       | 1                                                       | 5                                                       | 29                                                      | 27                                                      | 9                                                       | p                                                       |                                                         |                                                         |                                                         |                                                         |                                                         |                                                         |                                                         | Kolozsvári Atlétikai Club                       |
| 1941–42                                                                         | Nem I                                                   | 13                                                      | 30                                                      | 8                                                       | 6                                                       | 16                                                      | 51                                                      | 78                                                      | 22                                                      | p                                                       |                                                         |                                                         |                                                         |                                                         |                                                         |                                                         |                                                         | Kolozsvári Atlétikai Club                       |
| 1942–43                                                                         | Nem I                                                   | 10                                                      | 30                                                      | 11                                                      | 4                                                       | 15                                                      | 60                                                      | 70                                                      | 26                                                      | p                                                       |                                                         |                                                         |                                                         |                                                         |                                                         |                                                         |                                                         | Kolozsvári Atlétikai Club                       |
| 1943–44                                                                         | Nem I                                                   | 3                                                       | 30                                                      | 15                                                      | 6                                                       | 9                                                       | 54                                                      | 45                                                      | 36                                                      | F                                                       |                                                         |                                                         |                                                         |                                                         |                                                         |                                                         |                                                         | Kolozsvári Atlétikai Club                       |
| 1944–45                                                                         | Nem I                                                   | 8                                                       | 3                                                       | 1                                                       | 2                                                       | 0                                                       | 5                                                       | 3                                                       | 4                                                       | –                                                       | Campionatul întrerupt, Dictatul de la Viena anulat.     | Campionatul întrerupt, Dictatul de la Viena anulat.     | Campionatul întrerupt, Dictatul de la Viena anulat.     | Campionatul întrerupt, Dictatul de la Viena anulat.     | Campionatul întrerupt, Dictatul de la Viena anulat.     | Campionatul întrerupt, Dictatul de la Viena anulat.     | Campionatul întrerupt, Dictatul de la Viena anulat.     | Kolozsvári Atlétikai Club                       |
| Campionatul României de Fotbal                                                  | Campionatul României de Fotbal                          | Campionatul României de Fotbal                          | Campionatul României de Fotbal                          | Campionatul României de Fotbal                          | Campionatul României de Fotbal                          | Campionatul României de Fotbal                          | Campionatul României de Fotbal                          | Campionatul României de Fotbal                          | Campionatul României de Fotbal                          | Campionatul României de Fotbal                          | Campionatul României de Fotbal                          | Campionatul României de Fotbal                          | Campionatul României de Fotbal                          | Campionatul României de Fotbal                          | Campionatul României de Fotbal                          | Campionatul României de Fotbal                          | Campionatul României de Fotbal                          | Ferar Cluj                                      |
| 1945–46                                                                         | District                                                | 1                                                       |                                                         |                                                         |                                                         |                                                         |                                                         |                                                         |                                                         | –                                                       |                                                         |                                                         |                                                         |                                                         |                                                         |                                                         |                                                         | Ferar Cluj                                      |
| 1946–47                                                                         | Div A                                                   | 6                                                       | 26                                                      | 13                                                      | 4                                                       | 9                                                       | 44                                                      | 29                                                      | 30                                                      | –                                                       |                                                         |                                                         |                                                         |                                                         | Gheorghe Váczi                                          | 19                                                      |                                                         | Ferar Cluj                                      |
| 1947–48                                                                         | Div B                                                   | 14                                                      | 15                                                      | 3                                                       | 4                                                       | 8                                                       | 21                                                      | 33                                                      | 10                                                      | R16                                                     |                                                         |                                                         |                                                         |                                                         | Anton Fernbach-Ferenczi                                 | 15                                                      | Fuzionat cu CFR Cluj în timpul sezonului                | Ferar Cluj                                      |

## Infrastructura sportivă

Stadionul Orășenesc Cluj

Din 1905 până în 1911, clubul a jucat pe terenul Rákóczi, de zgură, porți permanente din bârne, iar ulterior s-a realizat și o plasă, care a fost folosită pentru meciurile de duminică. Liniile de teren au fost văruite înaintea meciurilor. Pentru meciuri, jucătorii KAC au împrumutat bănci de la vecini pentru spectatori, care au fost restituite după meci.
Din 1911, KAC și-a disputat meciurile de pe teren propriu pe Stadionul Orășenesc Cluj. Capacitatea a fost de 1.500 de locuri, cu suprafață de joc din gazon natural. A împărțit stadionul cu Academia Comercială, CA U și cu CFR până în 1919, iar din 1920 cu CFR, U și Victoria.

## Jucători
| (1904-1920) - Rudolf Koncz, - Béla Telkes, - Lajos și - Emil Lőwi, - Aladár Stotter, - Béla Pusztai, - Imre Csoma, - Miklós Jenőffy, - Mihály Muth, - Lipót Gruncza - Sándor Petrán, - József Márkos, - István Nászta și - Teofil Vescan - David Geza | (1920-1940) | (1940-1947) - Balint, - Bonyhadi. - Fabian, - Fülop, - Incze II - St. Kovacs, - Marki, - Pal, - Reinhardt, - Szanislo II, - Vass, | (1945-1947) - Marki, - Sabaslau, - Vass, - Demeter, - Szanislo II, - Fülop, - Pețchovschi, - Meszaros, - Covaci V, - Kovacs IV, - Pal, - Reinhardt, - Fabian I, - Bonyhadi, - Blejan, - Farmati, |

## Jucători care au jucat pentru echipa națională
- György Babolcsay
- Zoltán Beke
- László Bonyhádi
- István Dobay
- Gyula Farkas
- Zoltán Farmati
- Antal Ferenczi
- Hirsch Elemér
- István Kovács
- Miklós Kovács
- Sándor Márky
- Béla Páll
- Károly Sütő
- Zoltán Szaniszló II
- György Váczi
- Mózes Vass

## Antrenori
- István Nagy
- Nicolae Kovács (1947)